# 塞切尼鏈橋
塞切尼鏈橋（匈牙利語：Széchenyi lánchíd）位於匈牙利首都布達佩斯，是一座跨越多瑙河的橋樑，簡稱為鏈橋。
鏈橋以資助者塞切尼·伊什特萬伯爵為名，全長375公尺，1849年完工啟用，是九座連結布達（西岸）和佩斯（東岸）的橋樑中最古老的。